# Neil Stephens
Neil Anthony Stephens (Canberra, 1º ottobre 1963) è un dirigente sportivo ed ex ciclista su strada australiano.
Professionista dal 1985 al 1998, vinse una tappa in fuga al Tour de France 1997. Dal 2000 è direttore sportivo per formazioni professionistiche, e dal 2021 è nello staff tecnico del team Bahrain Victorious.

## Carriera
Buon cronoman che seppe distinguersi come ottimo gregario, nei primi anni da professionista riuscì ad ottenere soltanto vittorie in competizioni minori in territorio australiano.
Il 3 aprile 1987 balzò alle cronache per essere riuscito ad ottenere, presso il velodromo di Launceston in Tasmania, sia il record mondiale dei 20 chilometri (con il tempo di 25'17"891) che quello australiano dell'ora in pista coperta (in cui percorse 47,227 chilometri), valido anche come miglior prestazione mondiale oraria non in altura.
A partire dagli anni 1990, gareggiando per formazioni spagnole, cominciò ad imporsi in gare di maggior prestigio, vincendo per quattro volte la Prueba Villafranca de Ordizia, per due il campionato nazionale su strada in linea e tappe di corse quali Euskal Bizikleta, Vuelta al País Vasco, nonché la classifica finale della Vuelta a Andalucía del 1996. Il suo principale successo risale però al 23 luglio 1997, quando si impose nella diciassettesima tappa del Tour de France, la Friburgo-Colmar davanti a dodici compagni di fuga.
Tra le altre prestazioni è da segnalare che nel 1992 riuscì a partecipare e portare a termine nello stesso anno tutti e tre i Grandi giri (Tour, Giro e Vuelta), impresa riuscita solo a 20 corridori prima di lui e, soprattutto, primo non europeo della storia a fregiarsi di tale impresa. Nel luglio 1998 venne coinvolto nella vicenda doping nota come "Scandalo Festina", che riguardò tutta la sua squadra. Nell'ambito degli interrogatori Stephens ammise di aver fatto uso di EPO, precisando di credere che si trattasse di vitamine. Concluse la carriera da professionista proprio al termine della stagione.
Terminata la carriera di corridore, nel 2000 intraprende quella di direttore sportivo, passando sull'ammiraglia della squadra britannica Linda McCartney. Nel 2006 ricopre lo stesso ruolo nella Liberty Seguros, dove ritrova Manolo Saiz, suo manager ai tempi della ONCE. Dopo una parentesi nel 2007 alla SouthAustralia.com, nel 2008 entra a far parte dello staff tecnico della Caisse d'Epargne, per la quale svolge per tre stagioni il ruolo di direttore sportivo. Dal 2012 al 2018 ricopre il medesimo ruolo per il team World Tour australiano Orica, mentre nel biennio 2019-2020 è nello staff dell'UAE Team Emirates; dal 2021 è quindi ds della formazione Bahrain Victorious.

## Palmarès
- 1985

Canberra
Cootamundra
- 1986

Alex Roberts 100 Mile Classic
Broadford
Classic Mount Gambier South Australia
5ª tappa Herald Sun Tour
11ª tappa Herald Sun Tour
Classifica generale Herald Sun Tour
- 1987

Memorial Michael Toyne
Wangaratta
- 1988

10ª tappa Milk Race
- 1989

Wangaratta - Mount Buffalo Chalet
- 1990

13ª tappa Herald Sun Tour
5ª tappa Volta a Portugal
Melbourne
Safety Beach
3ª tappa Grande Prémio Internacional de Torres Vedras-Troféu Joaquim Agostinho
4ª tappa Grande Prémio Internacional de Torres Vedras-Troféu Joaquim Agostinho
5ª tappa Grande Prémio Internacional de Torres Vedras-Troféu Joaquim Agostinho
7ª tappa Grande Prémio Internacional de Torres Vedras-Troféu Joaquim Agostinho
- 1991

Campionati australiani, Prova in linea
Prueba Villafranca de Ordizia
- 1992

Trofeo Calvia
- 1993

Prueba Villafranca de Ordizia
3ª tappa Euskal Bizikleta
- 1994

Prueba Villafranca de Ordizia
- 1995

Campionati australiani, Prova in linea
Prueba Villafranca de Ordizia
Prologo Tasmania Summer Tour
3ª tappa Tasmania Summer Tour
Classifica generale Tasmania Summer Tour
1ª tappa Geelong Bay Classic Series
3ª tappa Geelong Bay Classic Series
4ª tappa Geelong Bay Classic Series
Classifica generale Geelong Bay Classic Series
- 1996

Classifica generale Vuelta a Andalucía
5ª tappa Vuelta al País Vasco
- 1997

17ª tappa Tour de France
- 1998

3ª tappa Tasmania Summer Tour
5ª tappa Tasmania Summer Tour

### Altri successi
- 1997

5ª tappa Giro del Mediterraneo (cronosquadre)

## Piazzamenti

### Grandi Giri
- Giro d'Italia

1986: 78°
1992: 66º
1994: 26º
1995: 29º
1996: ritirato
1997: 55º
- Tour de France

1992: 74º
1993: ritirato
1994: 52º
1995: 60º
1996: 49º
1997: 54º
1998: escluso (7ª tappa)
- Vuelta a España

1986: 78º
1992: 57º

### Classiche monumento
- Milano-Sanremo

1996: 18º
- Liegi-Bastogne-Liegi

1994: 56º

### Competizioni mondiali
- Campionati del mondo

Villaco 1987 - In linea Elite: ritirato
Ronse 1988 - In linea Elite: ritirato
Stoccarda 1991 - In linea Elite: 32º
Benidorm 1992 - In linea Elite: ritirato
Lugano 1996 - Cronometro Elite: 10º
Lugano 1996 - In linea Elite: ritirato
- Giochi olimpici

Atlanta 1996 - In linea: 19º